# オフ・ザ・ウォール (アルバム)
『オフ・ザ・ウォール』（Off The Wall）は、1979年に発売されたマイケル・ジャクソンの5作目のオリジナル・アルバム。『ローリング・ストーン誌が選ぶオールタイム・ベストアルバム500』（2020年版）に於いて、36位にランクイン。

## エピソード
1979年、初めてクインシー・ジョーンズをプロデューサーに迎えて制作された。エピック・レコードからは初、モータウン・レコード時代を含めた通算では5作目のソロ・アルバム。
それまでのマイケルのソロ・アルバムは、制作サイドが主導して作られたもので、マイケルは用意された曲を歌うだけだったが、本作ではクインシーが主導権を持っていたものの、マイケルの自作曲やアイデアも随所に入れられ、ロッド・テンパートン、ポール・マッカートニー、スティーヴィー・ワンダーなどの豪華作家陣からの楽曲提供、バックの演奏もクインシーの息のかかった一流ミュージシャンを起用するなど、アルバムのクオリティがそれまでと比べて格段に上がっており、このアルバムから真の意味でのマイケルのソロ活動が始まったと言って良く、「『オフ・ザ・ウォール』こそ、マイケルの本当の意味でのファースト・アルバム」と言う人もいる。
7月に先行シングルとして発表された 「Don't Stop 'Til You Get Enough」では、ソロでは初めてマイケル自身が作詞作曲を手がけた。この頃のマイケルは、ドラムとピアノを使って作曲を行っており、他の兄弟もデモテープの制作を手伝っている。
「今夜はドント・ストップ」のビデオ・クリップで、タキシードを着たマイケルが3人に分裂する映像は話題を呼んだ。
10月には、「Rock With You」をシングル・カット。この曲では、一人多重録音の技術が用いられている。

## チャート成績
ビルボード・アルバムチャートでは最高位は3位で、1位獲得こそならなかったが、アメリカで800万枚を売り上げるロングセラーとなり、結果的に後の『スリラー』へと繋がるアルバムとなった。ビルボード・シングルチャートでは2作が1位を獲得、4作が全米チャートトップ10に入った。

## 収録曲
| #         | タイトル                           | 作詞・作曲                                          | 時間  |
| --------- | ---------------------------------- | --------------------------------------------------- | ----- |
| 1.        | 「Don't Stop 'Til You Get Enough」 | マイケル・ジャクソン                                | 6:04  |
| 2.        | 「Rock With You」                  | ロッド・テンパートン                                | 3:39  |
| 3.        | 「Working Day And Night」          | マイケル・ジャクソン                                | 5:12  |
| 4.        | 「Get On The Floor」               | マイケル・ジャクソン ルイス・ジョンソン             | 4:37  |
| 5.        | 「Off The Wall」                   | ロッド・テンパートン                                | 4:05  |
| 6.        | 「Girlfriend」                     | ポール・マッカートニー                              | 3:04  |
| 7.        | 「She's Out Of My Life」           | トム・バーラー                                      | 3:38  |
| 8.        | 「I Can't Help It」                | スティービー・ワンダー サシャエ・グリーン           | 4:29  |
| 9.        | 「It's The Falling In Love」       | キャロル・ベイヤー・セイガー デヴィット・フォスター | 3:48  |
| 10.       | 「Burn This Disco Out」            | ロッド・テンパートン                                | 3:41  |
| 合計時間: | 合計時間:                          | 合計時間:                                           | 42:25 |

### スペシャルエディションのボーナストラック
1. ナレーション〜クインシー・ジョーンズ・インタビューNo.1
2. 今夜はドント・ストップ〜オリジナル・デモ（ナレーション）
3. 今夜はドント・ストップ〜オリジナル・デモ
4. ナレーション〜クインシー・ジョーンズ・インタビューNo.2
5. ワーキング・デイ・アンド・ナイト〜オリジナル・デモ（ナレーション）
6. ワーキング・デイ・アンド・ナイト〜オリジナル・デモ
7. ナレーション〜クインシー・ジョーンズ・インタビューNo.3
8. ナレーション〜ロッド・テンパートン・インタビュー
9. ナレーション〜クインシー・ジョーンズ・インタビューNo.4